# برنارد آدامس
برنارد آدامس (انگلیسی: Bernard Adamus؛ زادهٔ ۱۶ دسامبر ۱۹۷۷) موسیقی‌دان اهل کانادا است. برنارد آدامس در زمینه موسیقی بلوز، کانتری و فولکلور نیز فعال بوده است.